# Die Gangster Gang
Die Gangster Gang (Originaltitel: The Bad Guys) ist ein US-amerikanischer Animationsfilm, das Erstlingswerk des Regisseurs Pierre Perifel aus dem Jahr 2022. Der Film wurde von DreamWorks Animation produziert und von Universal Pictures vertrieben. Er basiert auf der Graphic-Novel-Serie Böse Jungs des australischen Autors Aaron Blabey.
Ende März 2024 wurde ein zweiter Teil des Films für den 1. August 2025 angekündigt, der ebenfalls auf der Serie von Blabey basiert. Das Produktionsteam bleibt bestehen.

## Handlung
In einer Welt, in der Menschen und anthropomorphe Tiere gemeinsam leben, treibt eine Bande berüchtigter krimineller Tiere ihr Unwesen. Der charismatische Mr. Wolf ist der Anführer der fünfköpfigen Gangster Gang, bestehend aus dem Safeknacker Mr. Snake, dem Verwandlungskünstler Mr. Shark, dem Draufgänger Mr. Piranha sowie der Hackerin Ms. Tarantula.
Nach ihrem neusten Coup, einem erfolgreichen Banküberfall, in dessen Folge sie sich eine wilde Verfolgungsjagd mit der Polizei geliefert haben, werden Mr. Wolf und seine Kompagnons Zeuge, wie die Gouverneurin Diane Foxington die Gangster Gang und ihre Raubüberfälle als vorhersehbar bezeichnet. Daraufhin fühlt sich Mr. Wolf in seiner Ehre als Ganove verletzt und überredet seine Mitstreiter, die wertvolle städtische Auszeichnung des Goldenen Delphins zu stehlen, bevor diese an ein Meerschweinchen, den philanthropen Professor Rupert Marmelade IV, verliehen werden kann, der sein Wirken wiederholt öffentlichkeitswirksam in den Dienst der Stadt und seiner Einwohner gestellt hat.
Auf der Gala zur Preisverleihung versucht Mr. Wolf eine alte Dame zu bestehlen und bewahrt sie dabei versehentlich vor einem Sturz auf der Treppe. Diese unerwartete gute Tat löst in ihm widersprüchliche Gefühle aus. Zugleich verzögert sie die Flucht seiner Bande, was letztlich zu ihrer Inhaftierung führt. Noch bevor sich der Streifenwagen mit den Gangstern in Bewegung setzen kann, bietet Professor Marmelade an, an den Delinquenten ein Experiment durchzuführen, in dessen Verlauf aus den Verbrechern binnen kürzester Zeit gesetzestreue Mitbürger werden sollen. Zum Entsetzen der Polizeichefin Misty Luggins geht Diane Foxington auf das Angebot ein und setzt die Gangster Gang auf freien Fuß.
Professor Marmelades erste Laborversuche zur Wesensänderung der Gangster Gang scheitern spektakulär, woraufhin Diane Foxington das Experiment bereits als gescheitert erklären möchte. Doch Mr. Wolf insistiert erfolgreich, er sei auf die schiefe Bahn geraten, weil es aufgrund seiner Spezies und Herkunft einfacher war, in die Schurkenrolle zu schlüpfen, die die Gesellschaft von ihm erwarte. Tatsächlich rettet Mr. Wolf im weiteren Verlauf des Experiments eine Katze von einem Baum, was von Professor Marmelade gefilmt und veröffentlicht wird und letztlich der Gangster Gang ein neues Image verschafft.
Das neue Bild der Gangster Gang ist jedoch nicht von langer Dauer. Als bei einer Spendengala ein Meteorit verschwindet, der seit seinem jüngst erfolgten Einschlag erstmals der Öffentlichkeit präsentiert werden soll, wird die Gangster Gang dafür verantwortlich gemacht und erneut verhaftet. Im Vertrauen gesteht Professor Marmelade den Häftlingen, dass er selber hinter dem Verschwinden des Meteoriten steckt und für diesen noch große Pläne habe. Zudem gibt er sich Mr. Wolf gegenüber als diejenige alte Dame zu erkennen, der Mr. Wolf zuvor geholfen hat und die ausschlaggebend für dessen Teilnahme an seinem Experiment war. Dass er dem Meerschweinchen bei dessen abgekarteten Spiel auf den Leim gegangen ist, muss Mr. Wolf zähneknirschend einsehen.
Im Gefängnis versucht Mr. Wolf den Mitgliedern seiner Gang zu erklären, dass er seiner kriminellen Vergangenheit fortan den Rücken kehren werde und sich für sie alle auf diese Weise ein besseres Leben ermöglichen lasse. Snake widerspricht ihm und erklärt, sie hätten einen Ruf erworben, den sie nicht mehr loswerden können. Kurz darauf wird die Gangster Gang von einer mysteriösen Kämpferin befreit, die sich als Diane Foxington herausstellt. Erst jetzt erkennt Mr. Wolf, dass es sich bei Foxington um Karminpfote handelt, eine ehemalige Verbrecherin, die ihresgleichen sucht. Zwar befindet sich Mr. Wolf nun in Freiheit, doch seine Bandenmitglieder haben sich von ihm abgewandt, so dass er sich Karminpfote anschließt, die ihm offenbart, dass sie ihrerseits den Versuch, den Goldenen Delphin zu stehlen, abgebrochen habe, um einen besseren Weg einzuschlagen.
Die Gangster Gang sucht ohne ihren bisherigen Anführer ihr Hauptquartier auf. Sie sind entsetzt, dass sämtliche erbeuteten Schätze verschwunden sind. Diese hatte Mr. Wolf in einem Akt der Güte und zum Zeichen der Wiedergutmachung zurückgegeben. Im Eisfach findet Mr. Snake ein einziges Eis, das Mr. Shark gern essen würde. Als Mr. Snake es ihm tatsächlich überlässt, erkennen die anderen Bandenmitglieder, dass Mr. Wolf Recht hatte. Während sie sich Mr. Wolf wieder anschließen wollen, verbündet sich Mr. Snake mit Professor Marmelade, um mit Hilfe des Meteoriten eine Armee von Meerschweinchen zu hypnotisieren und durch sie die Spendengelder stehlen zu lassen.
Beim Versuch, den Meteoriten aus Professor Marmelades Anwesen zu entwenden, werden Karminpfote und Mr. Wolf von Professor Marmelade und Mr. Snake gefangen genommen. Den Gefangenen eilen die übrigen Bandenmitglieder zur Hilfe, befreien sie und entwenden den Meteoriten, um die Kontrolle über die hypnotisierten Meerschweinchen zu erlangen. Professor Marmelade nimmt derweil zusammen mit Mr. Snake die Verfolgung in seinem Helikopter auf. Er droht Mr. Wolf, er werde Mr. Snake aus dem Helikopter werfen, wenn er den Meteoriten nicht zurückbekomme. Der Gangster Gang gelingt es, Mr. Snake zu retten. Bevor Diane Foxington ihre kriminelle Vergangenheit preisgeben kann, stellen sich die Mitglieder der Gangster Gang der Polizei und werden erneut verhaftet. Gegenüber Mr. Snake erklärt Mr. Wolf, dass er bewusst nur ein einziges Eis im Eisfach zurückgelassen habe, um auch ihn von der Kraft, Gutes zu tun, zu überzeugen.
Professor Marmelade versucht sich als Retter des Meteoriten zu inszenieren. Tatsächlich aber hat Mr. Snake seinen Aufenthalt in dessen Anwesen dazu genutzt, den Meteoriten gegen eine Fälschung auszutauschen und den echten Meteoriten, der als Antrieb des Geräts zur Gedankenkontrolle der Meerschweinchen genutzt wird, derart zu manipulieren, dass er überhitzt, das Anwesen explodiert und dadurch Professor Marmelade als Dieb entlarvt wird. Zu seinem Unglück fällt ihm auch noch ein Diamant aus seinem Anzug, den er zuvor Diane Foxington abgenommen hat. Polizeichefin Misty Luggins erkennt sofort, dass es sich um einen Stein handelt, der Jahre zuvor von Karminpfote gestohlen wurde. Sie hält Professor Marmelade fälschlicherweise für Karminpfote und stellt ihn unter Arrest.
Nach einem Jahr wird die Gangster Gang wegen guter Führung aus dem Gefängnis entlassen und beginnt zusammen mit Diane Foxington ein neues, besseres Leben.

## Produktion

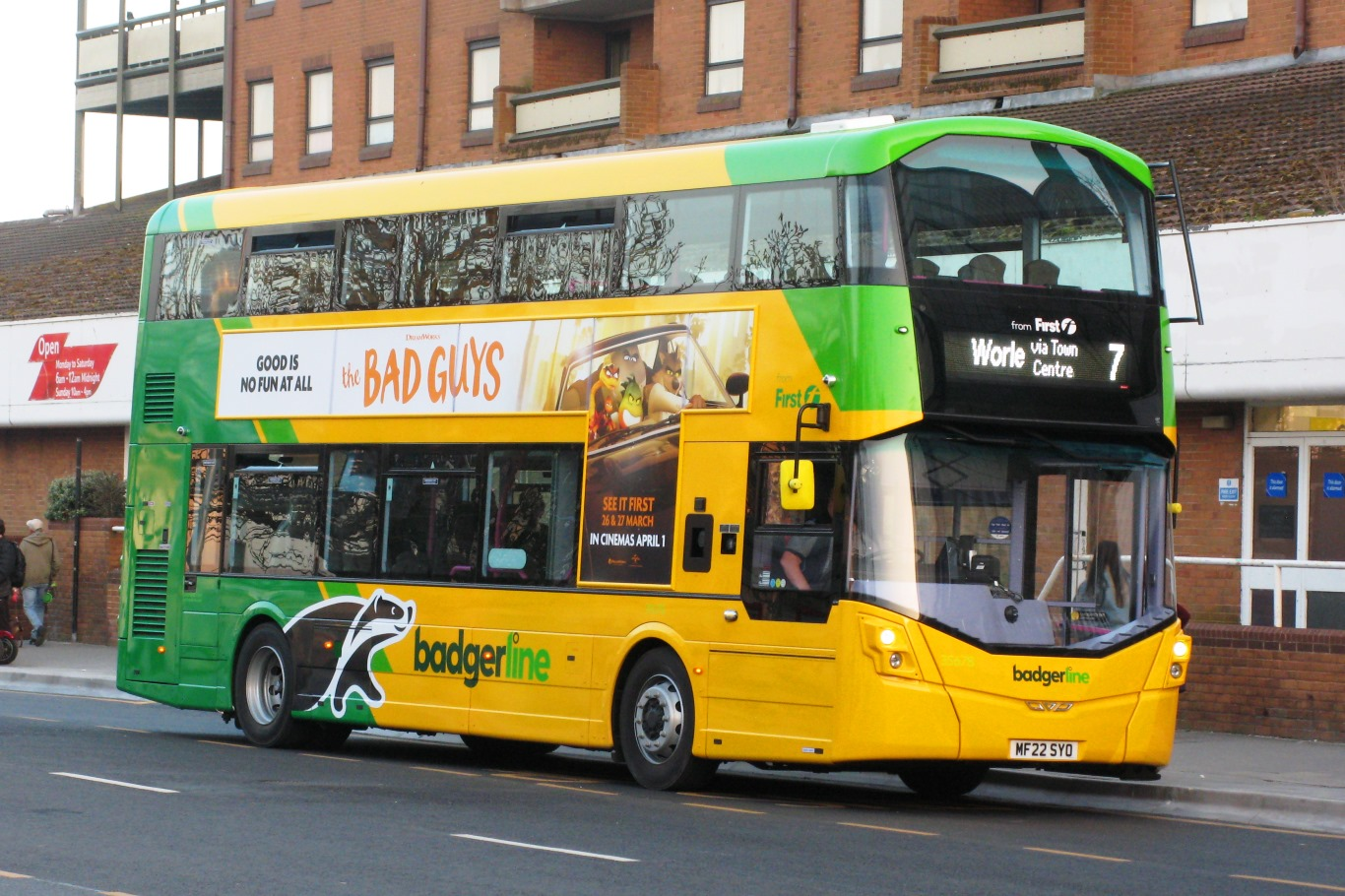
Werbung auf einem Bus in Weston-super-Mare (2022)

Der Film lief in Deutschland am 17. März 2022 in den Kinos an. In den Vereinigten Staaten war er ab dem 22. April 2022 zu sehen. Am 2. Juni 2022 erschien der Film in Deutschland auf DVD und Blu-ray Disc. Am 23. Mai 2024 erschien von Turbine Medien die 3D Blu-ray-Version des Films. Im deutschen Pay-TV war die Produktion erstmals am 23. Dezember 2022 bei Sky Deutschland zu sehen. Sie wurde am 30. März 2024 erstmals im deutschen Free-TV durch Sat.1 ausgestrahlt.
Die Eröffnungsszene, die Mr. Wolf und Mr. Snake bei einem austauschbaren Gespräch in einem Diner vor einem Überfall zeigt, stellt eine Anspielung auf den Film Pulp Fiction von Quentin Tarantino dar, der mit einer vergleichbaren Szene startet und in dem ebenfalls ein Protagonist den Namen Wolf trägt. Die Namen der Protagonisten weisen darüber hinaus eine Nähe zu jenen aus dem Film Reservoir Dogs auf, der ebenfalls von Tarantino stammt. In den Dialogen sind Bezüge zu Ocean’s Eleven von Steven Soderbergh zu finden, wenn es heißt: „Oh ja, jetzt macht er voll auf Clooney!“ Ebenso weist dies eine Nähe zum Film Der fantastische Mr. Fox auf, in dem Clooney die namensgebende Hauptrolle spielt. Mr. Snakes Anglerhut und sein Hemd sind eine Hommage an Johnny Depps Rolle des Raoul Duke aus dem Film Fear and Loathing in Las Vegas.
Auf den ebenfalls von DreamWorks Animation produzierten Film Große Haie – Kleine Fische wird in dem Dialog zwischen Mr. Wolf und Mr. Shark Bezug genommen, als Mr. Wolf seiner Gang den Vorschlag unterbreitet, ab sofort Gutes tun zu wollen und Mr. Shark dessen Wesensänderung mit einer Erzählung über seinen Bruder Frankie zu erklären versucht, dem ein Anker auf den Kopf gefallen sei.
Der Tanz von Mr. Wolf mit Diane Foxington weist Ähnlichkeit zum Film Goofy nicht zu stoppen auf. Mit der Erarbeitung der Choreografie dieses Tanzes wurde ein professioneller Choreograf beauftragt.
Regisseur Pierre Perifel, der seit 2008 in Los Angeles lebt, verlegte die Handlung des Films in diese Stadt, die vor allem während der langen Verfolgungsjagd durch verschiedene architektonische Ähnlichkeiten in Erscheinung tritt. Gleichzeitig stelle dies eine weitere Hommage an die Filme Reservoir Dogs und Pulp Fiction, aber auch Heat dar.
Mr. Wolf schwört seine Gangster Gang mit den Worten „Now it’s time to huff and puff and blow this little piggy’s heist down“ darauf ein, ihrem Widersacher, dem Meerschweinchen Prof. Rupert Marmelade IV, das Handwerk zu legen, was eine Anspielung auf Die drei kleinen Schweinchen ist, wo es heißt: „Then I'll huff and I'll puff and I'll blow your house in.“ In den Eingangsminuten des Films durchbricht Mr. Wolf die vierte Wand, indem er sich an das Publikum wendet, um zu erklären, dass der Wolf in vielen klassischen Märchen der Bösewicht sei, woraufhin Einspielungen aus den drei kleinen Schweinchen, Der Hirtenjunge und der Wolf, Peter und der Wolf sowie Rotkäppchen zu sehen sind. Mr. Wolfs Verkleidung als alte Dame, der über die Straße geholfen werden muss, erinnert ebenfalls an Rotkäppchen.
Die 100-Dollar-Banknoten aus dem erbeuteten Tresor tragen das Konterfei von Marjorie Cohn, dem Corporate President von DreamWorks Animation.

## Synchronisation
Die deutschsprachige Synchronisation entstand durch Interopa Film nach einem Dialogbuch von Björn Schalla, der zugleich die Dialogregie übernahm, während Andreas Hommelsheim für die musikalische Leitung verantwortlich zeichnete. Für die Synchronisation konnten mehrere Schauspieler gewonnen werden, die erstmals einem Filmcharakter ihre Stimme liehen. Die Deutsche Film- und Medienbewertung lobte die Wahl der Synchronsprecher als „hervorragend“.
| Rolle                             | Darsteller      | Sprecher          |
| --------------------------------- | --------------- | ----------------- |
| Mr. Wolf                          | Sam Rockwell    | Sebastian Bezzel  |
| alte Dame                         | Barbara Goodson | Denise Gorzelanny |
| Chief Misty Luggins               | Alex Borstein   | Gisa Flake        |
| Diane Foxington / die Karminpfote | Zazie Beetz     | Alice Bauer       |
| Mr. Piranha                       | Anthony Ramos   | Jannis Niewöhner  |
| Mr. Shark                         | Craig Robinson  | Fynn Kliemann     |
| Mr. Snake                         | Marc Maron      | Kurt Krömer       |
| Ms. Tarantula                     | Awkwafina       | Joyce Ilg         |
| Prof. Rupert Marmelade IV         | Richard Ayoade  | Max Giermann      |
| Tiffany Fluffit                   | Lilly Singh     | Lea Kalbhenn      |

## Soundtrack
Am 1. September 2023 wurde der von Daniel Pemberton geschriebene Soundtrack zum Film als auf 500 Exemplare limitiertes Doppel-Vinyl-Album beim Musiklabel At The Movies veröffentlicht. Das Album umfasst 34 Musiktitel.
Der Abspann nennt folgende im Film verwendete Musiktitel:
- Black Pumas – Fire
- Can't Stop Won't Stop – Stop, Drop, Roll
- Mildred J. Hill und Patty Smith Hill – Happy Birthday
- The Black Keys – Howlin' for You
- Hank Garland – Autumn Leaves
- Traditional – Over the River and Through the Wood
- Anita O’Day & The Three Sounds – Whisper Not
- Julie London – Fly Me to the Moon
- Anthony Ramos – We're Gonna Be Good Tonight
- The Chemical Brothers feat. Q-Tip – Go
- Elle King – Feelin' Alright
- The Heavy – Brand New Day

## Rezeption
Die Deutsche Film- und Medienbewertung verlieh dem Film das „Prädikat wertvoll“. Die Produktion sei „ein tierisch guter Filmspaß über eine tierisch böse Gangsterbande“. „Der kurzweilige Animationsfilm ist dank unzähliger Ideen und einer perfekten Stimmbesetzung ein tierisch unterhaltsamer und temporeich inszenierter Kinospaß für die ganze Familie“, der „wie eine wunderbar überdrehte und herrlich komische Version der bekannten Ocean’s-Eleven-Thrillerreihe“ daherkomme. „Neben zahlreichen Anspielungen auf das Krimi-Genre“ gelinge es dem Film „immer wieder eigene, überraschende und originelle Einfälle“ zu liefern. Mit einer „hervorragenden deutschen Stimmbesetzung“ sei jede Rolle ein „eigener Charakter mit Ecken und Kanten“. „Das Konzept von Gut und Böse wird mehr als einmal klug und gewitzt hinterfragt“, „die Actionszenen […] sind laut und rasant in Szene gesetzt“, dazu werden ein „fetziger Soundtrack und viele coole Sprüche“ geliefert.
Frank Arnold vom epd Film sah Anleihen bei Quentin Tarantino, „wenn der Film mit einem langen Dialog zwischen Mr. Wolf und Mr. Piranha in einem Diner beginnt“ und die Rollennamen der „Mitglieder des ungleichen Quintetts“ gar „comicartig ins Bild eingeblendet“ werden. Damit wandle das Studio auf bekannten Pfaden, denn „popkulturelle Referenzen zählten ja schon zu Zeiten, als noch Jeffrey Katzenberg die Geschicke des Studios leitete, zu dessen Eigenheiten“ und auch „nach dem Andocken bei Universal und unter Führung von Margie Cohn, setzt sich das fort“. Doch der Film folge „auch klassischen Mustern, etwa dem des großen Coups, nach dem sich alle Beteiligten zur Ruhe setzen können“ oder „die Gangster zu guten Menschen zu machen“. Arnold resümierte, „stellt der Film damit inhaltlich die Zuschreibungen von Gut und Böse infrage, so bleibt er in Erinnerung vor allem durch seine dynamische Inszenierung“, und vergab vier von fünf möglichen Punkten.
Karin Jirsak von Filmstarts bezeichnete den Film als „eine Art »Ocean’s Eleven« in der Familienfilmversion“, in der es nicht „Clooney, Brad Pitt und Co. [sind], die auf Diebestour gehen, sondern eine Gruppe von Tieren, die traditionell eher keinen so guten Ruf haben“, angeführt durch den „lässige[n] Gangleader Mr. Wolf“, der als „Gentleman-Gauner“ daherkomme. Der Film beschäftige sich mit unterschiedlichen Fragen zu Ursachen und Wert: „Ist »gut« wirklich immer »besser«? Warum werden die »Bösen« »böse«? Und könnten sie am Ende vielleicht doch die »Guten« sein?“ „So wirklich »böse« sind die tierischen Gangster allerdings nicht“ und kommen „von Anfang an nicht sonderlich gemein daher“, was „schade“ sei, „denn aus der an sich tollen Grundidee des Saulus-Paulus-Konflikts hätte sich noch mehr Witz herausholen lassen“ können. „Viel Gag-Potenzial hätte auch im Resozialisierungsprogramm des Meerschwein-Wohltäters gelegen, das dafür aber viel zu schnell und reibungslos durchgehechelt wird“, bedauert Jirsak. Nie gestellt wird die „Frage, wie es denn eigentlich dazu kam, dass Wolf und seine Bande zu Gesetzlosen wurden“, obwohl „hinter diesem Trugschluss“, „die Gesellschaft ist schuld“, „wenn dank Grimms Märchen und Co. sowieso alle annehmen, dass ein Wolf nur ein Bösewicht sein kann, wie und warum sollte er etwas anderes versuchen“, sich „die moralische Botschaft des Films“ verbirgt: „Vorurteile sind schädlich.“ Bei seinem Regiedebüt lässt Regisseur Perifel es „so richtig krachen“, wenngleich es letztlich „auf den guten alten Showdown von »Gut« gegen »Böse« hinausläuft“. Perifels Stärken, „der als 3D-Animator unter anderem auch schon für DreamWorks’ »Kung Fu Panda« verantwortlich zeichnete, sind dabei ganz klar die geschmeidig choreografierten Bewegungen der Figuren sowie die Kamerafahrten, die einen besonders in den Actionsequenzen mitten ins turbulente Geschehen hineinziehen.“ Als „kurzweiliges Familien-Heist-Movie […] mit pädagogischer Botschaft“, der „etwas mehr vom Biss der Vorlage“ hätte haben dürfen, erhielt der „nette Animationsspaß“ von Jirsak drei von fünf möglichen Punkten.
Nach Einschätzung der Redaktion der Cinema handle es sich bei dem Film um eine „launige Kriminalkomödie um eine tierische Verbrecherbande“, die „skurrile Figuren in bestechender Optik“ präsentiere. Regisseur Perifel konnte „als Animator bei Kinohits wie »Für immer Shrek« […] und »Kung Fu Panda 2« […] ausreichend Genre-Erfahrungen sammeln“ und „liefert ein vor allem auf audiovisueller Ebene gelungenes Spielfilmdebüt ab“. „Wie eine Mischung aus »Die Mitchells gegen die Maschinen« […] und »Spider-Man: A New Universe« […]“ komme „der Animationsstil mit seinen comichaften Elementen“ daher und sehe „fantastisch“ aus. „Die schrägen Charaktere dieser harmloseren Trickfilmversion der »Suicide Squad« […] überzeugen optisch mit schönen Details und tollen Einfällen“ und auch für „Effektsound und die Musik“ werden lobende Worte gefunden. Als Wermutstropfen kommt zur Sprache, dass sich „der kurzweilige Spaß nach einem furiosen Einstieg aber leider [inhaltlich] immer mehr zu einer konventionellen und arg vorhersehbaren Schurkenstory“ wandelt. Dabei schwanke der Humor „unentschieden zwischen kindlich naiv und überraschend derb“. Damit sei der Film „eine vergnügliche und visuell berauschende Gangsterkomödie, der zum Ende die wirklich zündenden Ideen ausgehen“, wofür die Redaktion vier von fünf möglichen Punkten vergab.
Der Film sei nach Einschätzung des Filmdienstes „eine handebüchene, aber weitgehend unterhaltsame Animationskomödie, in der neben der Betonung von Werten wie Hilfsbereitschaft auch einige bissige Pointen Platz finden“. „Die einfallsreiche Animation hebt sich wohltuend vom Gros des Genres ab“, so dass der Filmdienst zweieinhalb von fünf möglichen Punkten vergab.
Nach Urteil von Jonas Decker von der Prisma handele es sich bei dem Film um „ein rasantes Abenteuer, das die Kleinen gut unterhalten wird – und ihnen vielleicht sogar ein paar wertvolle Denkanstöße mit auf den Weg gibt“. Decker vergab drei von fünf möglichen Punkten.
Die Redaktion der TV Today nannte den Film eine „vergnügliche und visuell berauschende Gangsterkomödie“. Gelobt wurde „der Animationsstil mit seinen comichaften Elementen“, denn er „sieht fantastisch aus“ und „auch die schrägen Charaktere dieser harmloseren Trickfilmversion der »Suicide Squad« […] überzeugen optisch mit tollen Einfällen“, wobei der Humor „zwischen kindlich-naiv und überraschend derb“ schwanke. Sie vergab drei von drei möglichen Punkten.

## Auszeichnungen
Pierre Perifel erhielt 2022 die Auszeichnung vom Heartland Film in der Kategorie Truly Moving Picture Award. Bei den Annie Awards wurde Taylor Krahenbuhl im Jahr 2023 in der Kategorie Outstanding Achievement for Character Design in an Animated Feature ausgezeichnet.
Der Film und seine Filmschaffenden erhielten darüber hinaus diverse weitere Nominierungen bei unterschiedlichen Filmveranstaltungen. Darunter wurde der Film für den Nickelodeon Kids’ Choice Awards 2023 in der Kategorie Lieblings-Animations-Film nominiert.